# Leváre
Leváre este o comună slovacă, aflată în districtul Revúca din regiunea Banská Bystrica, pe malul râului Turiec⁠(d). Localitatea se află la altitudinea de 210 m deasupra n.m., se întinde pe o suprafață de 7,46 km2 și în 2017 număra 86 de locuitori. Se învecinează cu comuna Gemerská Ves.

## Istoric
Localitatea Leváre este atestată documentar din 1427.

## Demografie
| An:                | 1994 | 2004   | 2014   | 2024    |
| ------------------ | ---- | ------ | ------ | ------- |
| Număr de persoane: | 101  | 102    | 94     | 77      |
| Diferență:         |      | +0,99% | −7,84% | −18,08% |

| An:                | 2023 | 2024   |
| ------------------ | ---- | ------ |
| Număr de persoane: | 81   | 77     |
| Diferență:         |      | −4,93% |